# Френк Волтер Мессерві
Френк Волтер Мессерві (англ. Frank Walter Messervy; 9 грудня 1893 — 2 лютого 1974) — генерал Британської Індійської армії і пакистанських збройних сил, брав участь в Першій і Другій світовій війні .

## Біографія
21 січня 1913 року розпочав проходити службу в Британській Індійської армії у званні молодшого лейтенанта. Під час Першої світової війни брав участь в боях у Франції, Палестині і Сирії. Під час Другої світової війни командував підрозділами Британської Індійської армії пу Східноафриканській, Північноафриканській таБірманській кампанії. Після закінчення Другої світової війни займав посаду командувача сухопутними військами Пакистану з 15 серпня 1947 по 10 лютого 1948 року.